# Tima saghalinensis
Tima saghalinensis is een hydroïdpoliep uit de familie Eirenidae. De poliep komt uit het geslacht Tima. Tima saghalinensis werd in 1913 voor het eerst wetenschappelijk beschreven door Bigelow. 